# Christina Kokoviadou
Christina Kokoviadou (Grieks: Χριστίνα Κοκοβιάδου) (Ptolemaida, 14 mei 1994) is een voetbalspeelster uit Griekenland, die in Duitsland is opgegroeid.
Ze speelt sinds 2010 voor ploegen in Duitse competities.

## Interlands
Kokoviaoud speelde sinds 2011 voor Griekenland O19, onder andere op de kwalificatie voor het EK O19 in 2012.
Sinds 2015 komt ze ook uit voor het Grieks vrouwenvoetbalelftal, en speelde ze op de kwalificatie voor het EK in 2022.